# Szilvia Mednyánszky
Szilvia Mednyánszky (* 2. Januar 1971 in Győr) ist eine ehemalige ungarische Kanutin.

## Leben
Szilvia Mednyánszky ist eine ehemalige ungarische Kanutin, die in den 1990er-Jahren in den Kajak-Wettbewerben ihre größten Erfolge feierte. Nachdem sie bereits bei den Weltmeisterschaften 1993 in Kopenhagen mit ihrer Teamkollegin Kinga Czigány Silber über 500 Meter im Kajak-Zweier holen konnte, folgten im Jahr 1994 bei den Wettbewerben in Mexiko-Stadt ihre erfolgreichstes Wettbewerbe. Neben Silber über 500 Meter, sowohl im Kajak-Zweier als auch -Vierer, holte sie mit dem Team im Vierer über 200 Meter die Goldmedaille vor dem deutschen Team. Nachdem sie ein Jahr später bei den Weltmeisterschaften in Duisburg noch einmal Bronze gewinnen konnte, nahm sie an den Olympischen Sommerspielen 1996 in Atlanta teil. Dort reichte es nicht für eine Medaille. Im Kajak-Zweier über 500 Meter landete sie zusammen mit Rita Kőbán knapp hinter dem australischen Duo Anna Wood und Katrin Borchert auf Platz vier. Ein Jahr später sprang bei den Europameisterschaften im bulgarischen Plowdiw mit Silber im Kajak-Einzel über 500 Meter ihre einzige Einzel-Medaille bei internationalen Großereignissen heraus.